# Martin Sturkenboom
Martinus Richardus Maria (Martin) Sturkenboom (Utrecht, 3 april 1953) is een Nederlands ondernemer en voormalig voorzitter van betaaldvoetbalclub FC Utrecht, algemeen directeur ad interim van AFC Ajax en internationaal actief als gedelegeerde van UEFA en FIFA.

## Carrière

### Kooijman
Voor zijn aanstelling als directeur van de eredivisionist was Sturkenboom 25 jaar actief in de ICT binnen de bouw- en installatiebranche. Vanaf 1989 was hij eigenaar van het softwarebedrijf Kooijman, dat hij in 2005 verkocht.

## overige werkzaamheden
Tevens was Martin Sturkenboom van 1996 tot en met 2006 actief als voorzitter bij Health Center Hoenderdaal in Driebergen-Rijsenburg. Na een grote brand op 20 juni 2003 gaf Sturkenboom leiding aan het realiseren van een geheel nieuw sportcomplex. Toen dit project was afgerond, nam hij afscheid.

### FC Utrecht
Van 1990 tot en met 1996 was Sturkenboom lid van de Raad van Commissarissen van FC Utrecht. In oktober 2002 nam hij op verzoek van de gemeente Utrecht de  bestuurlijke en operationele leiding van de club op zich. FC Utrecht verkeerde op dat moment in een diepe financiële malaise en had een tekort van ca. 40 miljoen euro. Door middel van onder meer een grootschalige sanering en uiteindelijk ook de verkoop van Stadion Galgenwaard slaagde Sturkenboom er in de club financieel weer op de rails te krijgen.
Op 1 oktober 2005 gaf hij de functie van voorzitter van FC Utrecht over aan Jan-Willem van Dop. Hij bleef wel tot aan de winterstop van dat seizoen actief bij de club betrokken als adviseur. Bij zijn afscheid kreeg Sturkenboom een doorzichtig voetbalshirt aangeboden; symbool voor de open en transparante wijze waarmee hij FC Utrecht had bestuurd.

### Federatie Betaaldvoetbalorganisaties
In juli 2005 werd Sturkenboom aangesteld als voorzitter van de FBO, Federatie Betaaldvoetbalorganisaties, de werkgeversorganisatie in het Nederlands betaald voetbal.

### Koninklijke Nederlandse Voetbalbond
In 2007 was hij als directeur Operationele Zaken van stichting Euro 2007 betrokken bij de organisatie van het Europees Kampioenschap voetbal onder 21 dat jaar in Nederland.
Op verzoek van het bestuur betaald voetbal van de KNVB werd Sturkenboom direct daarna aangesteld als interim-manager van de afdeling scheidsrechterszaken welke functie hij bekleedde tot februari 2008.
Van 2007 tot en met 2011 maakte hij tevens deel uit van de Raad van Commissarissen Betaald Voetbal van de KNVB.

Martin Sturkenboom werd op donderdag 24 juni tijdens de bondsvergadering benoemd tot bondsridder van de KNVB. Sturkenboom kregen deze onderscheiding uit handen van bondsvoorzitter Just Spee vanwege zijn jarenlange inzet voor het Nederlandse en internationale voetbal. Sturkenboom bekleedt sinds 1988 verschillende functies binnen het Nederlandse en internationale voetbal

### AFC Ajax
Op 16 november 2011 werd Sturkenboom door de Raad van Commissarissen van AFC Ajax aangesteld als algemeen directeur van deze betaaldvoetbalorganisatie. Het was de bedoeling dat trainer Louis van Gaal na dit interim-directeurschap die taak zou overnemen en Sturkenboom de operationele Ajax-organisatie zou gaan aansturen. Oud-voetballer en trainer Danny Blind werd aangesteld als directeur technische zaken. De aanstelling van Van Gaal was echter gedaan zonder medeweten van mede-commissaris Johan Cruijff. In februari 2012 werd de aanstelling door de rechter tenietgedaan. Sturkenboom en Blind traden vervolgens terug uit hun functies.

### UEFA
In de periode 2011 tot 2020 is Sturkenboom voor de UEFA (de Europese voetbalbond) wedstrijdgedelegeerde geweest. In deze functie was hij verantwoordelijk voor het toezicht op het ordelijk organiseren en het verloop van internationale wedstrijden. Wedstrijdgedelegeerden moeten er ook op toezien, dat regels en voorschriften van de UEFA worden nageleefd voor wat betreft de veiligheid in en rond het stadion, zowel voor, tijdens als na de wedstrijd. De UEFA-gedelegeerden treden ook op bij FIFA WK-kwalificatiewedstrijden die in Europa worden gespeeld. In FIFA-verband heten zij dan ‘commissioner’.

### Overige functies
Naast bovengenoemde werkzaamheden als ondernemer en interim-manager bekleedt of bekleedde Sturkenboom ook de volgende bestuursfuncties:
1. 2005 t/m 2011 Raad van Toezicht van het Contractspelers Fonds KNVB (CFK) te Gouda.
2. 2005 t/m 2011 Voorzitter van de Stichting Bedrijfstak pensioenfonds voor voetbaloefenmeesters in Nederland.
3. 2007 t/m 2019 Raad van Commissarissen van de Rabobank Utrechtse Heuvelrug.